# Liste der Werke der Collection Budé
Dies ist eine Liste der Werke der Collection Budé (bzw. Collection des Universités de France). Die französische Reihe umfasst die beiden Unterreihen Série grecque (G) und Série latine (L) mit griechischen bzw. lateinischen Werken. Die folgende Übersicht ist nach den Nummern der jeweiligen Reihe sortiert.

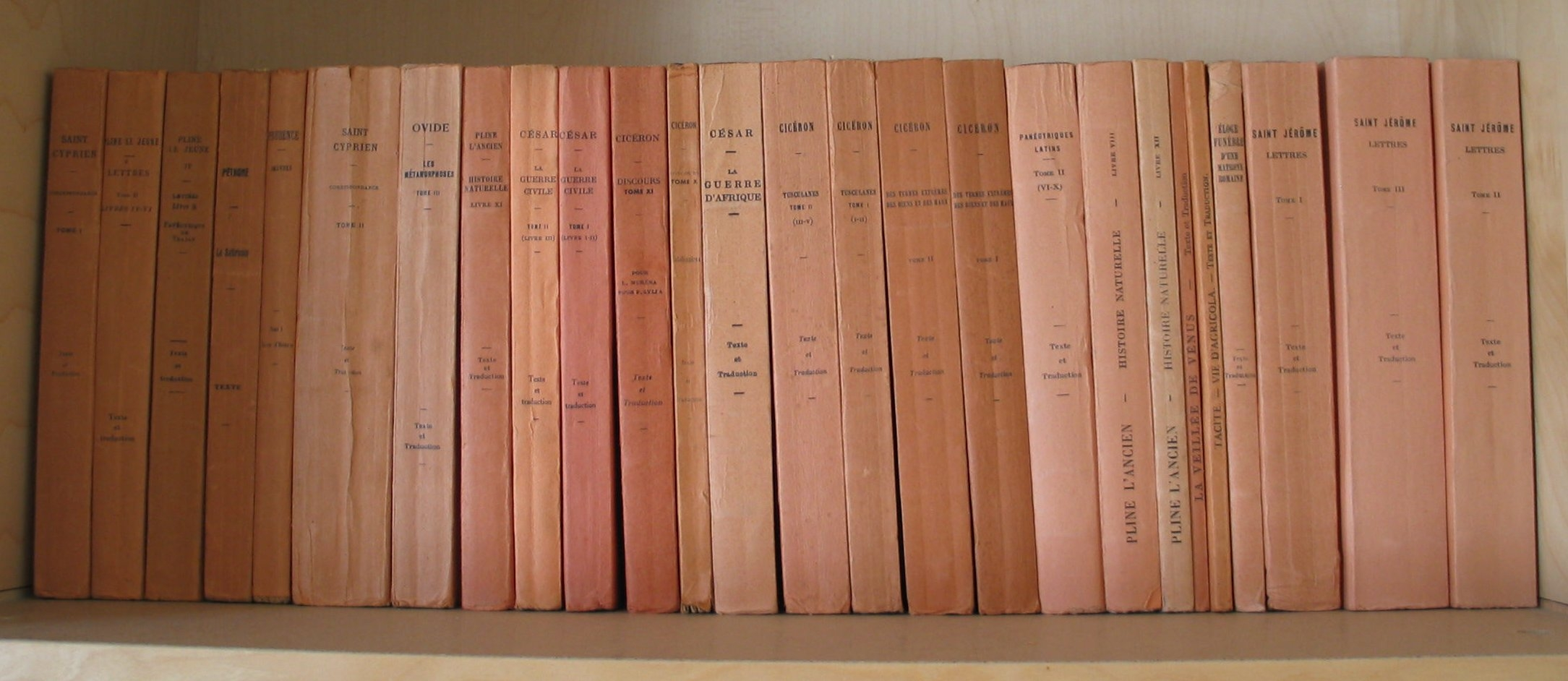
Einige Bände der lateinischen Unterreihe

## Übersicht
T. = Band; partie = Teil

(Quelle:)

## Série greque
- G 1 PLATON. Œuvres complètes. T. I.
- G 2 ESCHYLE. Tragédies. T. I.
- G 3 PLATON. Œuvres complètes. T. II.
- G 4 THÉOPHRASTE. Caractères.
- G 5 PINDARE. T. I.
- G 6 CALLIMAQUE. Hymnes. Épigrammes. Fragments choisis.
- G 7 ARISTOTE. Constitution d’Athènes.
- G 8 PINDARE. T. II.
- G 9 PINDARE. T. III
- G 10 EURIPIDE. Tragédies. T. III.
- G 11 ARISTOPHANE. Comédies. T. I.
- G 12 PLATON. Œuvres complètes. T. VIII, 2e partie.
- G 13 PLATON. Œuvres complètes. T. VIII, 1re partie.
- G 14 PLATON. Œuvres complètes. T. III, 2e partie.
- G 15 PLATON. Œuvres complètes. T. III, 1re partie.
- G 16 PINDARE. T. IV.
- G 17 ANTIPHON. Discours. Fragments d’Antiphon le Sophiste.
- G 18 DÉMOSTHÈNE. Harangues. T. I.
- G 19 PLOTIN. Ennéades. T. II.
- G 20 PLOTIN. Ennéades. T. I.
- G 21 LYSIAS. Discours. T. I.
- G 22 JULIEN (L’EMPEREUR). Œuvres complètes. T. I, 2e partie.
- G 23 HOMÈRE. L’Odyssée. T. I.
- G 24 HOMÈRE. L’Odyssée. T. II.
- G 25 HOMÈRE. L’Odyssée. T. III.
- G 26 DÉMOSTHÈNE. Harangues. T. II.
- G 27 Bucoliques grecs. T. I.
- G 28 ARISTOPHANE. Comédies. T. II.
- G 29 PLOTIN. Ennéades. T. III.
- G 30 PLATON. Œuvres complètes. T. X.
- G 31 PLATON. Œuvres complètes. T. VIII, 3e partie.
- G 32 EURIPIDE. Tragédies. T. IV.
- G 33 ESCHYLE. Tragédies. T. II.
- G 34 ARISTOTE. Physique. T. I.
- G 35 XÉNOPHON D’ÉPHÈSE. Les Éphésiaques ou Le Roman d’Habrocomès et d’Anthia.
- G 36 LYSIAS. Discours. T. II.
- G 37 EURIPIDE. Tragédies. T. I.
- G 38 ISÉE.Discours.
- G 39 PLOTIN. Ennéades. T. IV.
- G 40 ÉSOPE. Fables.
- G 41 ESCHINE. Discours. T. I.
- G 42 Bucoliques grecs. T. II.
- G 43 ARRIEN. L’Inde.
- G 44 EURIPIDE. Tragédies. T. II.
- G 45 HÉSIODE. Théogonie. Les Travaux et les Jours. Bouclier.
- G 46 HÉRONDAS. Mimes.
- G 47 ESCHINE. Discours. T. II.
- G 48 ARISTOPHANE. Comédies. T. IV.
- G 49 ARISTOPHANE. Comédies. T. III.
- G 50 ISOCRATE. Discours. T. I.
- G 51 Anthologie grecque. T. I.
- G 52 Anthologie grecque. T. II.
- G 53 ANDOCIDE. Discours.
- G 54 XÉNOPHON. Anabase. T. I.
- G 55 ARISTOPHANE. Comédies.  T. V.
- G 56 PLATON. Œuvres complètes. T. XIII, 3e partie.
- G 57 PLATON. Œuvres complètes. T. XIII, 2e partie.
- G 58 JOSÈPHE FLAVIUS. Contre Apion.
- G 59 HÉRODOTE. Histoires. T. II.
- G 60 ARISTOTE. Physique. T. II.
- G 61 XÉNOPHON. Anabase. T. II.
- G 62 PLOTIN. Ennéades. T. V.
- G 63 PLATON. Œuvres complètes. T. XIII, 1re partie.
- G 64 PLATON. Œuvres complètes. T. VII, 1re partie.
- G 65 PLATON. Œuvres complètes. T. V, 2e partie.
- G 66 PLATON. Œuvres complètes. T. V, 1re partie.
- G 67 Anthologie grecque. T. III.
- G 68 ARISTOTE. Rhétorique. T. I.
- G 69 PLATON. Œuvres complètes. T. VI.
- G 70 LYCURGUE. Contre Léocrate. Fragments.
- G 71 JULIEN (L’EMPEREUR). Œuvres complètes. T. I, 1re partie.
- G 72 HÉRODOTE. Histoires. T. I.
- G 73 HÉRODOTE. Histoires. Introduction.
- G 74 ARISTOTE. Poétique.
- G 75 PLATON. Œuvres complètes. T. VII, 2e partie.
- G 76 HÉLIODORE. Les Éthiopiques. Théagène et Chariclée. T. I.
- G 77 BASILE (SaINT). Aux jeunes gens sur la manière de tirer profit des lettres helléniques.
- G 78 PLATON. Œuvres complètes. T. IX, 1re partie.
- G 79 XéNOPHON. Helléniques. T. I.
- G 80 PLOTIN. Ennéades. T. VI, 1re partie.
- G 81 HOMÈRE. Hymnes.
- G 82 SAPHO. ALCÉE. Fragments.
- G 83 HOMÈRE. Iliade. T. I.
- G 84 HOMÈRE. Iliade. T. II.
- G 85 HOMÈRE. Iliade. T. III.
- G 86 PLOTIN. Ennéades. T. VI, 2e partie.
- G 87 ISOCRATE. Discours. T. II.
- G 88 HOMÈRE. Iliade. T. IV.
- G 89 Anthologie grecque. T. IV.
- G 90 ARISTOTE. Rhétorique. T. II.
- G 91 HÉLIODORE. Les Éthiopiques. Théagène et Chariclée. T. II.
- G 92 HÉRODOTE. Histoires. T. III.
- G 93 Du Sublime.
- G 94 XÉNOPHON. Helléniques. T. II.
- G 95 Anthologie grecque. T. V .
- G 96 PLATON. Œuvres complètes. T. IX, 2e partie.
- G 97 ISOCRATE. Discours. T. III.
- G 98 HOMÈRE. Iliade. Introduction.
- G 99 Anthologie grecque. T. VI.
- G 100 HÉRODOTE. Histoires. T. IV.
- G 101 ÉPICTÈTE. Entretiens. T. I.
- G 102 DÉMOSTHÈNE. Plaidoyers politiques. T. III.
- G 103 HYPÉRIDE. Discours.
- G 104 HÉRODOTE. Histoires. T. V .
- G 105 HERMÈS TRISMéGISTE. Corpus hermeticum. T . II.
- G 106 HERMÈS TRISMéGISTE. Corpus hermeticum. T . I.
- G 107 DÉMOSTHÈNE. Plaidoyers politiques. T. IV.
- G 108 HÉRODOTE. Histoires. T. VI.
- G 109 THéOGNIS. Poèmes élégiaques.
- G 110 ÉPICTÈTE. Entretiens. T. II.
- G 111 XÉNOPHON. Économique.
- G 112 EURIPIDE. Tragédies. T. V .
- G 113 HÉRODOTE. Histoires. T. VII.
- G 114 PLATON. Œuvres complètes. T. XI, 1re partie.
- G 115 PLATON. Œuvres complètes. T. XI, 2e partie.
- G 116 ARISTOTE. Petits traités d’histoire naturelle.
- G 117 THUCYDIDE. La Guerre du Péloponnèse. T. I.
- G 118 HÉRODOTE. Histoires. T. VIII.
- G 119 HERMÈS TRISMÉGISTE. Corpus hermeticum. T . IV .
- G 120 HERMÈS TRISMÉGISTE. Corpus hermeticum. T. III.
- G 121 DéMOSTHÈNE. Plaidoyers civils. T. I.
- G 122 SOPHOCLE. Tragédies. T. I.
- G 123 HÉRODOTE. Histoires. T. IX.
- G 124 HÉRODOTE. Histoires. Index analytique.
- G 125 THUCYDIDE. La Guerre du Péloponnèse. T. IV.
- G 126 ATHÉNÉE. Les Deipnosophistes. T. I.
- G 127 PLATON. Œuvres complètes. T. XII, 1re partie.
- G 128 PLATON. Œuvres complètes. T. XII, 2e partie.
- G 129 DÉMOSTHÈNE. Plaidoyers civils. T. II.
- G 130 DÉMOSTHÈNE. Plaidoyers politiques. T. I.
- G 131 ARISTOTE. Les Parties des animaux.
- G 132 BASILE (SAINT). Correspondance. T. I.
- G 133 Anthologie grecque. T. VII.
- G 134 SOPHOCLE. Tragédies. T. II.
- G 135 ARCHILOQUE. Fragments.
- G 136 PLUTARQUE. Vies. T. I.
- G 137 PHOTIUS. Bibliothèque. T. I.
- G 138 JOSÈPHE FLAVIUS. Autobiographie.
- G 139 EURIPIDE. Tragédies. T. VI, 1re partie.
- G 140 DÉMOSTHÈNE. Plaidoyers politiques. T. II.
- G 141 DÉMOSTHÈNE. Plaidoyers civils. T. III.
- G 142 PHOTIUS. Bibliothèque. T. II.
- G 143 SOPHOCLE. Tragédies. T. III.
- G 144 SALOUSTIOS. Des dieux et du monde.
- G 145 HÉLIODORE. Les Éthiopiques. Théagène et Chariclée. T. III.
- G 146 DÉMOSTHÈNE. Plaidoyers civils. T. IV.
- G 147 ARISTOTE. Politique. T. I.
- G 148 BASILE (SAINT). Correspondance. T. III.
- G 149 BASILE (SAINT). Correspondance. T. II.
- G 150 POLYBE. Histoires. T. IX.
- G 151 PLUTARQUE. Vies. T. II.
- G 152 ARISTOTE. De la génération des animaux.
- G 153 XÉNOPHON. Le Banquet - Apologie de Socrate.
- G 154 EURIPIDE. Tragédies. T. VI, 2e partie.
- G 155 ISOCRATE. Discours. T. IV.
- G 156 HÉRACLITE. Allégories d’Homère.
- G 157 THUCYDIDE. La Guerre du Péloponnèse. T. II, 1re partie.
- G 158 PHOTIUS. Bibliothèque. T. III.
- G 159 JULIEN (L’EMPEREUR). Œuvres complètes. T. II, 1re partie.
- G 160 ÉPICTÈTE. Entretiens. T. III.
- G 161 QUINTUS DE SMYRNE. La Suite d’Homère. T. I.
- G 162 MÉNANDRE. T. I, 2e partie.
- G 163 ÉPICTÈTE. Entretiens. T. IV.
- G 164 ARISTOTE. Histoire des animaux. T. I.
- G 165 GRéGOIRE DE NaZIaNZE (SAINT). Correspondance. T. I.
- G 166 PLUTARQUE. Vies. T. III.
- G 167 PLATON. Œuvres complètes. T. XIV.
- G 168 ARISTOTE. Du ciel.
- G 169 PHOTIUS. Bibliothèque. T. IV.
- G 170 JULIEN (L’EMPEREUR). Œuvres complètes. T. II, 2e partie.
- G 171 ARISTOTE. De l’âme.
- G 172 STRABON. Géographie. T. II.
- G 173 QUINTUS DE SMYRNE. La Suite d’Homère. T. II.
- G 174 JAMBLIQUE. Les Mystères d’Égypte.
- G 175 ARISTOTE. De la génération et de la corruption.
- G 176 ARISTOTE. Topiques. T. I.
- G 177 PHOTIUS. Bibliothèque. T. V.
- G 178 STRABON. Géographie. T. III.
- G 179 GRÉGOIRE DE NaZIaNZE (SAINT). Correspondance. T. II.
- G 180 PLUTARQUE. Vies. T. IV.
- G 181 HIPPOCRATE. Œuvres complètes. T. VI, 1re partie.
- G 182 ÉNÉE LE TACTITIEN. Poliorcétique.
- G 183 ANTONINUS LIBERALIS. Les Métamorphoses.
- G 184 MUSÉE. Héro et Léandre.
- G 185 ARISTOTE. Économique.
- G 186 ARISTOTE. Histoire des animaux. T. II.
- G 187 THUCYDIDE. La Guerre du Péloponnèse. T. III.
- G 188 PROCLUS. Théologie platonicienne. T. I.
- G 189 ARISTOTE. Histoire des animaux. T. III.
- G 190 THUCYDIDE. La Guerre du Péloponnèse. T. II, 2e partie.
- G 191 STRABON. Géographie. T. I, 2e partie.
- G 192 STRABON. Géographie. T. I, 1re partie.
- G 193 QUINTUS DE SMYRNE. La Suite d’Homère. T. III.
- G 194 POLYBE. Histoires. T. I.
- G 195 PLUTARQUE. Vies. T. V.
- G 196 ARCHIMÈDE. Œuvres. T. I.
- G 197 Anthologie grecque. T. XII.
- G 198 HIPPOCRATE. Œuvres complètes. T. XI.
- G 199 XéNOPHON. L’Art de la Chasse.
- G 200 POLYBE. Histoires. T. II.
- G 201 PLUTARQUE. Vies. T. VI.
- G 202 ARCHIMÈDE. Œuvres. T. II.
- G 203 ARISTOTE. Politique. T. II, 1re partie.
- G 204 XéNOPHON. Cyropédie. T. I
- G 205 PHOTIUS. Bibliothèque. T. VI.
- G 206 STRABON. Géographie. T. VII.
- G 207 POLYBE. Histoires. T. III.
- G 208 ARCHIMÈDE. Œuvres. T. III.
- G 209 MÉNANDRE. T. I, 1re partie.
- G 210 Oracles chaldaïques.
- G 211 HIPPOCRATE. Œuvres complètes. T. VI, 2e partie.
- G 212 Anthologie grecque. T. X.
- G 213 DIODORE DE SICILE. Bibliothèque historique. T. VII.
- G 214 COLLOUTHOS. L’Enlèvement d’Hélène.
- G 215 THUCYDIDE. La Guerre du Péloponnèse. T. V.
- G 216 POLYBE. Histoires. T. IV.
- G 217 ARCHIMÈDE. Œuvres. T. IV.
- G 218 PLUTARQUE. Œuvres morales. T. IX, 1re partie.
- G 219 PLUTARQUE. Vies. T. VII.
- G 220 ARISTOTE. Rhétorique. T. III.
- G 221 ARISTOTE. Politique. T. II, 2e partie.
- G 222 ARISTOTE. Marche des animaux - Mouvement des animaux.
- G 223 XÉNOPHON. Le Commandant de la Cavalerie.
- G 224 XéNOPHON. Cyropédie. T. II.
- G 225 PLUTARQUE. Vies. T. VIII.
- G 226 NUMÉNIUS. Fragments.
- G 227 DÉMOSTHÈNE. Prologues.
- G 228 DéMOSTHÈNE. Discours d’apparat. Epitaphios - Eroticos.
- G 229 PHOTIUS. Bibliothèque. T. VII.
- G 230 PROCLUS. Théologie platonicienne. T. II.
- G 231 PLUTARQUE. Œuvres morales. T. VII, 2e partie.
- G 232 PLUTARQUE. Œuvres morales. T. VI.
- G 233 APOLLONIOS DE RHODES. Argonautiques. T. I.
- G 234 Anthologie grecque. T. VIII.
- G 235 STRABON. Géographie. T. VIII.
- G 236 PLUTARQUE. Œuvres morales. T. VII, 1re partie.
- G 237 PLUTARQUE. Vies. T. IX.
- G 238 JOSÈPHE FLAVIUS. Guerre des Juifs. T. I.
- G 239 GÉMINOS. Introduction aux phénomènes.
- G 240 DIODORE DE SICILE. Bibliothèque historique. T. XIV.
- G 241 PLUTARQUE. Vies. T. XII.
- G 242 PLUTARQUE. Vies. T. XI.
- G 243 PLUTARQUE. Vies. T. X.
- G 244 NONNOS DE PANOPOLIS. Les Dionysiaques. T. II.
- G 245 NONNOS DE PANOPOLIS. Les Dionysiaques. T. I.
- G 246 DIODORE DE SICILE. Bibliothèque historique. T. XII.
- G 247 PLUTARQUE. Vies. T. XIII.
- G 248 DIODORE DE SICILE. Bibliothèque historique. T. X.
- G 249 ATTICUS. Fragments.
- G 250 PHOTIUS. Bibliothèque. T. VIII.
- G 251 PROCLUS. Trois études sur la Providence. T. I.
- G 252 PORPHYRE. De l’abstinence. T. I.
- G 253 POLYBE. Histoires. T. VI.
- G 254 PLUTARQUE. Vies. T. XIV.
- G 255 POLYBE. Histoires. T. V.
- G 256 LIBANIOS. Discours. T. I.
- G 257 HIPPOCRATE. Œuvres complètes. T. XIII.
- G 258 DIODORE DE SICILE. Bibliothèque historique. T. XIII.
- G 259 DENYS D’HALICARNASSE. Opuscules rhétoriques. T. I.
- G 260 XÉNOPHON. De l’art équestre.
- G 261 XéNOPHON. Cyropédie. T. III.
- G 262 SYNÉSIOS DE CYRÈNE. Hymnes. T. I.
- G 263 STRABON. Géographie. T. V.
- G 264 PROCLUS. Théologie platonicienne. T. III.
- G 265 PLUTARQUE. Œuvres morales. T. IX, 2e partie.
- G 266 AUTOLYCOS DE PITANE. La Sphère en mouvement. Levers et couchers héliaques. Testimonia.
- G 267 ZOSIME. Histoire nouvelle. T. II, 2e partie.
- G 268 ZOSIME. Histoire nouvelle. T. II, 1re partie.
- G 269 PROCLUS. Trois études sur la providence. T. II.
- G 270 PORPHYRE. De l’abstinence. T. II.
- G 271 PLUTARQUE. Vies. T. XV.
- G 272 CHARITON. Le Roman de Chaireas et Callirhoé.
- G 273 APOLLONIOS DE RHODES. Argonautiques. T. II.
- G 274 PLUTARQUE. Œuvres morales. T. X.
- G 275 PLUTARQUE. Œuvres morales. T. VIII.
- G 276 JOSÈPHE FLAVIUS. Guerre des Juifs. T. II.
- G 277 Anthologie grecque. T. XIII.
- G 278 PLUTARQUE. Œuvres morales. T. XII, 1re partie.
- G 279 APOLLONIOS DE RHODES. Argonautiques. T. III.
- G 280 STRABON. Géographie. T. IX.
- G 281 Les Alchimistes grecs. T. I.
- G 282 PROCLUS. Théologie platonicienne. T. IV.
- G 283 DENYS D’HALICARNASSE. Opuscules rhétoriques. T. III.
- G 284 TRIPHIODORE. La Prise d’Ilion.
- G 285 PORPHYRE. Vie de Pythagore. Lettre à Marcella.
- G 286 POLYBE. Histoires. T. VII.
- G 287 PROCLUS. Trois études sur la providence. T. III.
- G 288 JOSÈPHE FLAVIUS. Guerre des Juifs. T. III.
- G 289 ARISTOTE. Météorologiques. T. I.
- G 290 ARISTOTE. Météorologiques. T. II.
- G 291 EURIPIDE. Tragédies. T. VII, 1re partie.
- G 292 PLUTARQUE. Vies. T. XVI.
- G 293 PLATON. Œuvres complètes. T. IV, 1re partie.
- G 294 HIPPOCRATE. Œuvres complètes. T. X, 2e partie.
- G 295 PLUTARQUE. Œuvres morales. T. XI, 2e partie.
- G 296 DIOPHANTE. Les Arithmétiques. T. IV.
- G 297 DIOPHANTE. Les Arithmétiques. T. III.
- G 298 ALEXANDRE D’APHRODISE. Traité du destin.
- G 299 PLUTARQUE. Œuvres morales. T. XI, 1re partie.
- G 300 Les Lapidaires grecs.
- G 301 PROCLUS. Sur le premier Alcibiade de Platon. T. I.
- G 302 PLATON. Œuvres complètes. T. IV, 3e partie.
- G 303 PLUTARQUE. Œuvres morales. T. II.
- G 304 NONNOS DE PANOPOLIS. Les Dionysiaques. T. IV.
- G 305 ARISTOTE. Politique. T. III, 1re partie.
- G 306 PROCLUS. Sur le premier Alcibiade de Platon. T. II.
- G 307 ZOSIME. Histoire nouvelle. T. III, 1re partie.
- G 308 PHOCYLIDE (PSEUDO-). Sentences.
- G 309 DAMASCIUS. Traité des premiers principes. T. I.
- G 310 Les Argonautiques orphiques.
- G 311 PROCLUS. Théologie platonicienne. T. V.
- G 312 PLUTARQUE. Œuvres morales. T. I, 1re partie.
- G 313 LONGUS. Pastorales. (Daphnis et Chloé)
- G 314 THÉOPHRASTE. Recherches sur les plantes. T. I.
- G 315 SORANOS D’éPHÈSE. Maladies des femmes. T. I.
- G 316 DéMOSTHÈNE. Lettres et Fragments.
- G 317 PLUTARQUE. Œuvres morales. T. V, 2e partie.
- G 318 PLUTARQUE. Œuvres morales. T. III.
- G 319 LIBANIOS. Discours. T. II.
- G 320 HIPPOCRATE. Œuvres complètes. T. V, 1re partie.
- G 321 DENYS D’HALICARNASSE. Opuscules rhétoriques. T. II.
- G 322 STRABON. Géographie. T. IV. Livre VII.
- G 323 DAMASCIUS. Traité des premiersprincipes. T. II.
- G 324 THÉOPHRASTE. Recherches sur les plantes. T. II.
- G 325 JAMBLIQUE. Protreptique.
- G 326 ZOSIME. Histoire nouvelle. T. III, 2e partie.
- G 327 DIODORE DE SICILE. Bibliothèque historique. T. III.
- G 328 ARISTOTE. Politique. T. III, 2e partie.
- G 329 PLATON. Œuvres complètes. T. IV, 2e partie.
- G 330 PLUTARQUE. Œuvres morales. T. I, 2e partie.
- G 331 SORANOS D’ÉPHÈSE. Maladies des femmes. T. II.
- G 332 NONNOS DE PANOPOLIS. Les Dionysiaques. T. IX.
- G 333 HIPPOCRATE. Œuvres complètes. T. II, 1re partie.
- G 334 DINARQUE. Discours.
- G 335 Prolégomènes à la philosophie de Platon.
- G 336 ALCINOOS. Enseignement des doctrines de Platon.
- G 337 POLYBE. Histoires. T. VIII.
- G 338 PLUTARQUE. Œuvres morales. T. V, 1re partie.
- G 339 PHOTIUS. Bibliothèque. T. IX. index.
- G 340 DION CASSIUS. Histoire romaine. Livres L et LI.
- G 341 DAMASCIUS. Traité des premiers principes. T. III.
- G 342 ACHILLE TATIUS. Le Roman de Leucippé et Clitophon.
- G 343 DENYS D’HaLICARNaSSE. Opuscules rhétoriques. T. I V.
- G 344 DAMaSCIUS. Commentaire du Parménide de Platon. T. II.
- G 345 PAUSANIAS. Description de la Grèce. T. VIII.
- G 346 ARISTOTE. Problèmes. T. I.
- G 347 NONNOS DE PANOPOLIS. Les Dionysiaques. T. VII.
- G 348 PAUSANIAS. Description de la Grèce. T. I.
- G 349 ARISTÉNÈTE. Lettres d’amour.
- G 350 ASCLÉPIODOTE. Traité de tactique.
- G 351 DENYS D’HALICARNASSE. Opuscules rhétoriques. T.  V.
- G 352 NONNOS DE PANOPOLIS. Les Dionysiaques. T. III.
- G 353 DÉMÉTRIOS. Du style.
- G 354 DIODORE DE SICILE. Bibliothèque historique. T. I
- G 355 BACCHYLIDE. Dithyrambes. Epinicies. Fragments.
- G 356 PLUTARQUE. Œuvres morales. T. XII, 2e partie.
- G 357 ARISTOTE. Problèmes. T. II.
- G 358 THÉOPHRASTE. Métaphysique.
- G 359 THÉOPHRASTE. Recherches sur les plantes. T. III.
- G 360 LUCIEN. Œuvres. T. I.
- G 361 NONNOS DE PANOPOLIS. Les Dionysiaques. T. VI.
- G 362 ARISTOTE. Problèmes. T. III.
- G 363 NONNOS DE PANOPOLIS. Les Dionysiaques. T. VIII.
- G 364 DION CASSIUS. Histoire romaine. Livres XLVIII et XLIX.
- G 365 SORANOS D’éPHÈSE. Maladies des femmes. T. III. G 366 Anthologie grecque. T. XI.
- G 367 POLYBE. Histoires. T. X.
- G 368 PORPHYRE. De l’Abstinence. T. III.
- G 369 Les Alchimistes grecs. T. IV, 1re partie.
- G 370 NONNOS DE PANOPOLIS. Les Dionysiaques. T. V.
- G 371 ARRIEN. Périple du Pont-Euxin.
- G 372 PLUTARQUE. Œuvres morales. T. IX, 3e partie.
- G 373 STRABON. Géographie. T. VI.
- G 374 HIPPOCRATE. Œuvres complètes. T. II, 2e partie.
- G 375 DAMASCIUS. Commentaire du Parménide de Platon. T. I.
- G 376 AÉLIUS THÉON. Progymnasmata.
- G 377 NONNOS DE PANOPOLIS. Les Dionysiaques. T. X.
- G 378 DIODORE DE SICILE. Bibliothèque historique. T. IX.
- G 379 PROCLUS. Théologie platonicienne. T. VI.
- G 380 APPIEN. Histoire romaine. T. II.
- G 381 MÉNANDRE. T. I, 3e partie.
- G 382 APPIEN. Histoire romaine. T. III.
- G 383 EURIPIDE. Tragédies. T. VIII, 1re partie.
- G 384 LUCIEN. Œuvres. T. II.
- G 385 PLUTARQUE. Œuvres morales. T . XV, 2e partie.
- G 386 DENYS D’HALICARNASSE. Antiquités romaines. T. I.
- G 387 HIPPOCRATE. Œuvres complètes. T. VIII.
- G 388 MARC AURÈLE. Écrits pour lui-même. T. I.
- G 389 ARATOS. Phénomènes. T. I et II.
- G 390 PAUSANIAS. Description de la Grèce. T. V .
- G 391 NONNOS DE PANOPOLIS. Les Dionysiaques. T. XIII.
- G 392 ALCÉE. Fragments. T. I et II.
- G 393 ANTIGONE DE CARYSTE. Fragments.
- G 394 DENYS D’HALICARNASSE. Antiquités romaines. T. III.
- G 395 NONNOS DE PANOPOLIS. Les Dionysiaques. T. XIV.
- G 396 SORANOS D’ÉPHÈSE. Maladies des femmes. T. IV.
- G 397 SYNÉSIOS DE CYRÈNE. Correspondance. T. II et III.
- G 398 Les Alchimistes grecs. T. X.
- G 399 XÉNOPHON. Mémorables. T. I.
- G 400 Les Catoptriciens grecs. T. I.
- G 401 ZOSIME. Histoire nouvelle. T. I.
- G 402 GALIEN. Œuvres. T. II.
- G 403 Les Géographes grecs. T. I.
- G 404 PAUSANIAS. Description de la Grèce. T. VII.
- G 405 NONNOS DE PANOPOLIS. Les Dionysiaques. T. XVII.
- G 406 EURIPIDE. Tragédies. T. VIII, 2e partie.
- G 407 HIPPOCRATE. Œuvres complètes. T. IV, 3e partie.
- G 408 DIODORE DE SICILE. Bibliothèque historique. T. VI.
- G 409 APPIEN. Histoire romaine. T. VII.
- G 410 APSINES. Art rhétorique. Problèmes à faux-semblant.
- G 411 SIMPLICIUS. Commentaire sur le Manuel d’Épictète. T. I.
- G 412 APPIEN. Histoire romaine. T. IV.
- G 413 LONGIN / RUFUS. Fragments. Art rhétorique.
- G 414 MARINUS. Proclus ou sur le bonheur.
- G 415 ARISTOTE. Catégories.
- G 416 PSEUDO-ARISTOTE. Rhétorique à Alexandre.
- G 417 PLUTARQUE. Œuvres morales. T. IV.
- G 418 DAMASCIUS. Commentaire du Parménide de Platon. T. III.
- G 419 EURIPIDE. Tragédies. T. VIII, 3e partie.
- G 420 PAUSANIAS. Description de la Grèce. T. VI.
- G 421 NICANDRE. Œuvres. T. II.
- G 422 DION CASSIUS. Histoire romaine. Livres XLI et XLII.
- G 423 PSEUDO-ÆLIUS ARISTIDE. Arts rhétoriques. T. I.
- G 424 PSEUDO-ÆLIUS ARISTIDE. Arts rhétoriques. T. II.
- G 425 NONNOS DE PANOPOLIS. Les Dionysiaques. T. XVIII.
- G 426 EURIPIDE. Tragédies. T. VIII, 4e partie.
- G 427 LUCIEN. Œuvres. T. III.
- G 428 DAMASCIUS. Commentaire du Parménide de Platon. T. IV.
- G 429 HIPPOCRATE. Œuvres complètes. T. II, 3e partie.
- G 430 DIODORE DE SICILE. Bibliothèque historique. T. II.
- G 431 LIBANIOS. Discours. T. IV.
- G 432 THÉOPHRASTE. Recherches sur les plantes. T. IV.
- G 433 GRÉGOIRE DE NaZIANZE (SAINT). Œuvres poétiques. T. I, 1re  partie.
- G 434 SYNÉSIOS DE CYRÈNE. T. IV : Opuscules I.
- G 435 CTÉSIAS DE CNIDE. La Perse - L’Inde - Autres fragments.
- G 436 EURIPIDE. Tragédies. T. VII, 2e partie.
- G 437 POLYBE. Histoires. T. III.
- G 438 NONNOS DE PANOPOLIS. Les Dionysiaques. T. XVI.
- G 439 PLUTARQUE. Œuvres morales. T. XV, 1re  partie.
- G 440 PAUSANIAS. Description de la Grèce. T.  I V.
- G 441 GALIEN. Œuvres. T. VII.
- G 442 ANONYME DE SéGUIER. Art du discours politique.
- G 443 NONNOS DE PANOPOLIS. Les Dionysiaques. T. XI.
- G 444 ARISTOTE. De la génération et de la corruption.
- G 445 FAVORINOS D’ARLES. Œuvres. T. I.
- G 446 THÉOPHRASTE. Recherches sur les plantes. T. V.
- G 447 NONNOS DE PANOPOLIS. Les Dionysiaques. T. XV.
- G 448 NONNOS DE PANOPOLIS. Les Dionysiaques. T. XII.
- G 449 DIODORE DE SICILE. Bibliothèque historique.Fragments. T. II.
- G 450 JEAN LE LYDIEN. Des magistratures de l’État romain. T. I, 1re  et 2e parties.
- G 451 NONNOS DE PANOPOLIS. Les Dionysiaques. T. XIX.
- G 452 JEAN LE LYDIEN. Des magistratures de l’État romain. T. II.
- G 453 GALIEN. Œuvres. T. I.
- G 454 ARISTOTE. Topiques. T. II.
- G 455 PROCLUS. Commentaire sur le Parménide de Platon. T. I.
- G 456 APPIEN. Histoire romaine. T. VI.
- G 457 PHILODÈME DE GADARA. Sur la musique. T. I et II.
- G 458 NICANDRE. Œuvres. T. III.
- G 459 GALIEN. Œuvres. T. VIII.
- G 460 Corpus Rhetoricum. T. I.
- G 461 LUCIEN. Œuvres. T. IV.
- G 462 DION CASSIUS. Histoire romaine. Livres XLV et XLVI.
- G 463 DAMASCIUS. Commentaire sur le Philèbe de Platon.
- G 464 SYNÉSIOS DE CYRÈNE. T. V.
- G 465 HIPPOCRATE. T. XII, 1re  partie
- G 466 SYNéSIOS DE CYRÈNE. T. VI.
- G 467 APPIEN. Histoire romaine. T. VIII.
- G 468 LYCOPHRON. Alexandra.
- G 469 MÉNANDRE. T. IV.
- G 470 Corpus Rhetoricum. T. II.
- G 471 GALIEN. Œuvres. T. III.
- G 421 GALIEN. Œuvres. T. IV.
- G 473 FAVORINOS D’ARLES. Œuvres. T. III.
- G 474 APPIEN. Histoire romaine. T. X.
- G 475 Les Alchimistes grecs. T. XI.
- G 476 PROCLUS. Commentaire sur le Parménide de Platon. T. II.
- G 477 XÉNOPHON. Mémorables. T. II, 1re partie.
- G 478 XÉNOPHON. Mémorables. T. II, 2e partie.
- G 479 PROCLUS. Commentaire sur le Parménide de Platon. T. III, 1re et 2e parties.
- G 480 DION DE PRUSE. Œuvres.
- G 481 Anthologie grecque. T. IX.
- G 482 PLOTIN, Œuvres complètes. T. I.
- G 483 DION CASSIUS. Histoire romaine. Livres XXXVIII à XL.
- G 484 APPIEN. Histoire romaine. T. V.
- G 485 Corpus Rhetoricum. T. III.
- G 486 HERMAGORAS. Fragments et témoignages.
- G 487 PLUTARQUE. Œuvres morales. T. XIV.
- G 488 DIODORE DE SICILE. Bibliothèque historique. Fragments. T.  I.
- G 489 DIODORE DE SICILE. Bibliothèque historique. Fragments. T.  III.
- G 490 THÉOPHRASTE. Les causes des phénomènes végétaux. T. I.
- G 491 Corpus Rhetoricum. T. IV.
- G 492 PORPHYRE. Lettre à Anébon l’Égyptien.
- G 493 APOLLODORE DE PERGAME. THÉODORE DE GADARA. Fragments et témoignages.
- G 494 ALEXANDRE D’APHRODISE. Sur la Mixtion et la Croissance.
- G 495 MÉNANDRE. Tome II.
- G 496 JAMBLIQUE. Réponse à Porphyre.
- G 497 ÉRATOSTHÈNE. Catastérismes.
- G 498 APPIEN. Histoire romaine. T. XII.
- G 499 GALIEN. Œuvres. T. V.
- G 500 HIPPOCRATE. Œuvres complètes. T. III, 1re partie.
- G 501 PROCLUS. Commentaire sur le Parménide de Platon. T. IV, 1re et 2e parties.
- G 502 DIODORE DE SICILE. Bibliothèque historique.Fragments. T. IV
- G 503 PROCOPE DE GAZA. Discours et Fragments.
- G 504 STRABON. Géographie. T. XV. Livre XVII, 2e part.
- G 505 DION CASSIUS. Histoire romaine. Livre XLVII.
- G 506 PROCLUS. Commentaire sur le Parménide de Platon. T. V.
- G 507 Corpus Rhetoricum. T. V.
- G 508 EUNAPE DE SaRDES. Vies de philosophes et de sophistes.
- G 509 Hymnes orphiques
- G 510 DION CASSIUS. Histoire romaine. Livres XXXVI-XXXVII.
- G 511 APPIEN. Histoire romaine. T. XI.
- G 512 JEAN PHILOPON. Traité de l’astrolabe.
- G 513 THÉOPHRASTE. Les causes des phénomènes végétaux. T. II.
- G 514 STRABON. Géographie. T . XIV. Livre XVIII, 1re partie.
- G 515 JEAN DE GAZA. Description du tableau cosmique.
- G 516 DIODORE DE SICILE. Bibliothèque historique. T. V
- G 517 ANOUBION. Poème astrologique. Témoignages et fragments.
- G 518 CAECILIUS DE CALÈ-ACTÈ. Fragments et témoignages.
- G 519 DIODORE DE SICILE. Bibliothèque historique. T. XI.
- G 520 L’Anonyme de Londres.
- G 521 MAXIME. Des initiatives.
- G 522 DENYS D’HALICARNASSE. Antiquités romaines. T. VI.
- G 523 STRABON. Géographie. T . XII. Livre XV.

## Série latine
- L 1 LUCRÈCE. De la nature. T. I.
- L 2 LUCRÈCE. De la nature. T. II.
- L 3 JUVÉNAL. Satires.
- L 4 CICÉRON. La République. T. I.
- L 5 CICÉRON. Discours. T. I.
- L 6 CICÉRON. La République. T. II.
- L 7 TACITE. Histoires. T. II.
- L 8 PERSE. Satires.
- L 10 SÉNÈQUE. Dialogues. T. I.
- L 11 CICÉRON. Discours. T. II.
- L 12 CICÉRON. De l’orateur. T. I.
- L 13 PÉTRONE. Le Satiricon.
- L 14 L’Etna. Poème.
- L 15 CORNÉLIUS NÉPOS. Œuvres.
- L 16 APULÉE. Apologie. Florides.
- L 17 SÉNÈQUE. Dialogues. T. III.
- L 18 TACITE. Annales. T. I.
- L 19 PHÈDRE. Fables.
- L 20 OVIDE. L’Art d’aimer.
- L 21 CICÉRON. Brutus.
- L 22 TACITE. Annales. T. IV.
- L 23 CICÉRON. Divisions de l’Art oratoire. Topiques.
- L 24 CATULLE. Poésies.
- L 25 SÉNÈQUE. De la clémence.
- L 26 CYPRIEN (SAINT). Correspondance. T. I.
- L 27 AUGUSTIN (SAINT). Confessions. T. I.
- L 28 OVIDE. Les Métamorphoses. T. I.
- L 29 CICÉRON. Discours. T. IV.
- L 30 AUGUSTIN (SAINT). Confessions. T. II.
- L 31 CICÉRON. Discours. T. X.
- L 32 CÉSAR. Guerre des Gaules. T. II.
- L 33 CÉSAR. Guerre des Gaules. T. I.
- L 34 VIRGILE. Géorgiques.
- L 35 TIBULLE. Élégies
- L 36 SÉNÈQUE. Des bienfaits. T. I.
- L 37 CICÉRON. Discours. T. V.
- L 38 SÉNÈQUE. Dialogues. T. IV.
- L 39 LUCAIN. La Guerre civile. La Pharsale. T. I.
- L 40 PLINE LE JEUNE. Lettres. T. II.
- L 41 PLINE LE JEUNE. Lettres. T. I.
- L 42 CICÉRON. Des termes extrêmes des Biens et des Maux. T. I.
- L 43 CICéRON. De l’orateur. T. II.
- L 44 CICÉRON. Lélius. De l’Amitié.
- L 45 SÉNÈQUE. Des bienfaits. T. II.
- L 46 PLINE LE JEUNE. Lettres. T. III.
- L 47 OVIDE. Les Métamorphoses. T. II.
- L 48 OVIDE. Héroïdes.
- L 49 TERTULLIEN. Apologétique.
- L 50 SÉNÈQUE. Questions naturelles. T. II.
- L 51 SÉNÈQUE. Questions naturelles. T. I.
- L 52 CYPRIEN (SAINT). Correspondance. T. II.
- L 53 HORACE. Odes et Épodes.
- L 54 CICÉRON. Discours. T. VII.
- L 55 CICÉRON. Discours. T. VI.
- L 56 SÉNÈQUE. Dialogues. T. II.
- L 57 OVIDE. Les Remèdes à l’Amour. Les Produits de beauté. Pour le visage de la femme.
- L 58 OVIDE. Les Métamorphoses. T. III.
- L 59 OVIDE. Les Amours.
- L 60 MARTIAL. Épigrammes. T. I.
- L 61 LUCAIN. La Guerre civile. La Pharsale. T. II.
- L 62 CICÉRON. Tusculanes. T. I.
- L 63 CICÉRON. Des termes extrêmes des Biens et des Maux. T. II.
- L 64 CICÉRON. De l’orateur. T . III.
- L 65 CICÉRON. Tusculanes. T. II.
- L 66 SUÉTONE. Vies des douze Césars. T. II.
- L 67 SUÉTONE. Vies des douze Césars. T. I.
- L 68 SUÉTONE. Vies des douze Césars T. III.
- L 69 PLAUTE. Comédies. T. I.
- L 70 HORACE. Satires.
- L 71 CICÉRON. Discours. T. IX.
- L 72 RUTILIUS NAMATIANUS. Sur son retour.
- L 73 PLAUTE. Comédies. T. II.
- L 74 CICÉRON. Traité du Destin.
- L 75 SÉNÈQUE. L’Apocoloquintose du divin Claude.
- L 76 MARTIAL. Épigrammes. T. II, 2e partie.
- L 77 MARTIAL. Épigrammes. T. II, 1re  partie.
- L 78 HORACE. Épîtres.
- L 79 CICÉRON. Correspondance. T. I.
- L 80 PLAUTE. Comédies. T. III.
- L 81 CICÉRON. Correspondance. T. II.
- L 84 CICÉRON. Correspondance. T. III.
- L 85 CÉSAR. Guerre civile. T. II.
- L 86 CÉSAR. Guerre civile. T. I.
- L 87 TACITE. Dialogue des Orateurs.
- L 88 PLAUTE. Comédies. T. IV.
- L 89 VIRGILE. Énéide. T. II.
- L 90 CICéRON. Discours. T. III.
- L 91 VIRGILE. Énéide. T. III.
- L 92 PLAUTE. Comédies. T. VI.
- L 93 PLAUTE. Comédies. T. V .
- L 94 CICÉRON. Discours. T. XII.
- L 96 TITE-LIVE. Histoire romaine. T. I.
- L 97 APULÉE. Les Métamorphoses. T. I.
- L 98 SALLUSTE. La Conjuration de Catilina. La Guerre de Jugurtha. Fragments des Histoires.
- L 99 APULÉE. Les Métamorphoses. T. II.
- L 100 TITE-LIVE. Histoire romaine. T. II.
- L 101 VIRGILE. Bucoliques.
- L 102 TÉRENCE. Comédies. T. I.
- L 103 TACITE. Vie d’Agricola.
- L 106 CICÉRON. Discours. T. XI.
- L 107 TITE-LIVE. Histoire romaine. T. III.
- L 108 STACE. Silves. T. II.
- L 109 STACE. Silves. T. I.
- L 110 PRUDENCE. T. I.
- L 111 La Veillée de Vénus. (Pervigilium Veneris)
- L 112 SÉNÈQUE. Lettres à Lucilius. T. I.
- L 113 APULÉE. Les Métamorphoses. T. III.
- L 114 TITE-LIVE. Histoire romaine. T. IV.
- L 115 PLINE L’ANCIEN. Histoire naturelle. Livre XI.
- L 116 PLAUTE. Comédies. T. VII.
- L 117 FRONTIN. Les Aqueducs de la ville de Rome.
- L 118 TÉRENCE. Comédies. T. II.
- L 119 SÉNÈQUE. Lettres à Lucilius. T. II.
- L 120 QUINTE CURCE. Histoires. T. II.
- L 121 PRUDENCE. T. III.
- L 122 PLINE LE JEUNE. Lettres. T. IV.
- L 123 CICÉRON. Discours. T. XVII.
- L 124 TÉRENCE. Comédies. T. III.
- L 125 TACITE. La Germanie.
- L 126 JÉRÔME (SAINT). Correspondance. T. I.
- L 127 PLINE L’ANCIEN. Histoire naturelle. Livre XII.
- L 128 Panégyriques latins. T. I.
- L 129 Éloge funèbre d’une matrone romaine.
- L 130 CICÉRON. Correspondance. T. IV.
- L 131 JÉRÔME (SaINT). Correspondance. T. II.
- L 132 PRUDENCE. T. IV.
- L 133 PLINE L’ANCIEN. Histoire naturelle. Livre II.
- L 134 PLINE L’ANCIEN. Histoire naturelle. Livre I.
- L 135 GAIUS. Institutes.
- L 136 PLINE L’ANCIEN. Histoire naturelle. Livre VIII.
- L 137 Panégyriques latins. T. II.
- L 138 CICÉRON. Discours. T. XVIII.
- L 139 CICÉRON. Discours. T. XIII, 1re  partie.
- L 140 JÉRÔME (SAINT). Correspondance. T. III.
- L 141 PLINE L’ANCIEN. Histoire naturelle. Livre XXXIV.
- L 142 JÉRÔME (SAINT). Correspondance. T. IV.
- L 143 CICÉRON. Discours. T. VIII.
- L 144 CÉSAR (PSEUDO-). Guerre d’Alexandrie.
- L 145 TITE-LIVE. Histoire romaine. T. V . Livre V.
- L 146 PLINE L’ANCIEN. Histoire naturelle. Livre IX.
- L 147 Panégyriques latins. T. III.
- L 148 JÉRÔME (SAINT). Correspondance. T. V.
- L 149 PLINE L’ANCIEN. Histoire naturelle. Livre XIII.
- L 150 SÉNÈQUE. Lettres à Lucilius. T. III.
- L 151 JÉRÔME (SAINT). Correspondance. T. VI
- L 152 PLINE L’aNCIEN. Histoire naturelle. Livre XXVI.
- L 153 PLINE L’ANCIEN. Histoire naturelle. Livre XIV.
- L 154 CICÉRON. Discours. T. XIX.
- L 155 PLINE L’ANCIEN. Histoire naturelle. Livre XXVII.
- L 156 CICÉRON. Traité des Lois.
- L 157 PLINE L’aNCIEN. Histoire naturelle. Livre XV.
- L 158 CICÉRON. Discours. T. XX.*
- L 159 PLINE L’ANCIEN. Histoire naturelle. Livre X.
- L 160 CICÉRON. Caton l’Ancien. De la vieillesse.
- L 161 SIDOINE APOLLINAIRE. Poèmes. T. I.
- L 162 JÉRÔME (SAINT). Correspondance. T. VII.
- L 163 FLORUS. Œuvres. T. I.
- L 164 QUINTE CURCE. Histoires. T. I.
- L 165 PRUDENCE. T. II.
- L 166 CICÉRON. Discours. T. XV.
- L 167 SÉNÈQUE. Lettres à Lucilius. T. IV.
- L 168 SALLUSTE (PSEUDO-). Lettres à César. Invectives.
- L 169 PLINE L’ANCIEN. Histoire naturelle. Livre XXIX.
- L 170 PLINE L’ANCIEN. Histoire naturelle. Livre XXVIII.
- L 171  PLINE L’ANCIEN. Histoire naturelle. Livre XVI.
- L 172 JÉRÔME (SAINT). Correspondance. T. VIII.
- L 173 PLINE L’ANCIEN. Histoire naturelle. Livre XXX.
- L 174 OVIDE. Contre Ibis.
- L 175 CICÉRON. Correspondance. T. V.
- L 176 SÉNÈQUE. Lettres à Lucilius. T. V.
- L 177 PLINE L’ANCIEN. Histoire naturelle. Livre XIX.
- L 178 MINUCIUS FÉLIX. Octavius.
- L 179 CICéRON. L’Orateur. Du meilleur genre d’orateurs.
- L 180 PLINE L’ANCIEN. Histoire naturelle. Livre XVII.
- L 181 PLINE L’ANCIEN. Histoire naturelle. Livre XX.
- L 182 CICÉRON. Les Devoirs. T. I.
- L 183 PLINE L’ANCIEN. Histoire naturelle. Livre XXXII.
- L 184 TITE-LIVE. Histoire romaine. T. VI.
- L 185 CICÉRON. Discours. T. XVI, 1re  partie.
- L 186 CICÉRON. Discours. T. XIV.
- L 187 CICÉRON. Discours. T. XIII, 2e partie.
- L 188 FLORUS. Œuvres. T. II.
- L 189 AULU-GELLE. Les Nuits attiques. T. I.
- L 190 AMMIEN MARCELLIN. Histoires. T. I.
- L 191 OVIDE. Tristes.
- L 192 PLINE L’ANCIEN. Histoire naturelle. Livre XXI.
- L 193 COLUMELLE. De l’agriculture. Livre X.
- L 194 VITRUVE. De l’architecture. Livre IX.
- L 195 TITE-LIVE. Histoire romaine. T. VII.
- L 196 CICÉRON. Les Devoirs. T. II.
- L 197 AMMIEN MARCELLIN. Histoires. T. II.
- L 198 SIDOINE APOLLINAIRE. T. III.
- L 199 SIDOINE APOLLINAIRE. T. II.
- L 200 PLINE L aNCIEN. Histoire naturelle. Livre XXII.
- L 201 TITE-LIVE. Histoire romaine. T. XXXI.
- L 202 STACE. Achilléide.
- L 203 PLINE L’ANCIEN. Histoire naturelle. Livre XXIII.
- L 204 CICÉRON. Les Paradoxes des Stoïciens.
- L 205 SYMMAQUE. Lettres. T. I.
- L 206 PLINE L’ANCIEN. Histoire naturelle. Livre XXXVII.
- L 207 PLINE L’ANCIEN. Histoire naturelle. Livre XXXI.
- L 208 PLINE L’ANCIEN. Histoire naturelle. Livre XXIV.
- L 209 PLINE L’ANCIEN. Histoire naturelle. Livre XVIII.
- L 210 CICÉRON. Aratea. Fragments poétiques.
- L 211 APULÉE. Opuscules philosophiques . Fragments.
- L 212 VITRUVE. De l’architecture. Livre VIII.
- L 213 APICIUS. L’Art culinaire.
- L 214 PLINE L’ANCIEN. Histoire naturelle. Livre XXV.
- L 215 TACITE. Annales. T. II.
- L 216 QUINTILIEN. Institution oratoire. T. I.
- L 217 OVIDE. Halieutiques.
- L 218 NÉMÉSIEN. Œuvres.
- L 219 GERMANICUS. Les Phénomènes d’Aratos.
- L 220 CATON. De l’agriculture.
- L 221 AURÉLIUS VICTOR. Livre des Césars.
- L 222 TACITE. Annales. T. III.
- L 223 QUINTILIEN. Institution oratoire. T. IV.
- L 224 QUINTILIEN. Institution oratoire. T. III.
- L 225 QUINTILIEN. Institution oratoire. T. II.
- L 226 PALLADIUS. Traité d’agriculture. T. I.
- L 227 CICÉRON. Discours. T. XVI, 2e partie.
- L 228 TITE-LIVE. Histoire romaine. T. XXXII.
- L 229 PLINE L’ANCIEN. Histoire naturelle. Livre VII.
- L 230 OVIDE. Pontiques.
- L 231+ L 232 AMMIEN MaRCELLIN. Histoires. T. IV, 1re et 2e partie.
- L 233 VIRGILE. énéide. T. I.
- L 234 TITE-LIVE. Histoire romaine. T. XXI.
- L 235 AULU-GELLE. Les Nuits attiques. T. II.
- L 236 VARRON. Économie rurale. T. I.
- L 237 QUINTILIEN. Institution oratoire. T. V.
- L 238 LUCILIUS. Satires. T. I.
- L 239 QUINTILIEN. Institution oratoire. T. VI.
- L 240 TITE-LIVE. Histoire romaine. T. XXXIII.
- L 241 SILIUS ITALICUS. La Guerre punique. T. I.
- L 242 LUCILIUS. Satires. T. II.
- L 243 HYGIN (PSEUDO-). Des fortifications du camp.
- L 244 PLINE L’ANCIEN. Histoire naturelle. Livre VI, 2e partie.
- L 245 PLINE L’ANCIEN. Histoire naturelle. Livre V,   1re  partie.
- L 246 CICÉRON. Correspondance. T. VII.
- L 247 AVIANUS. Fables.
- L 248 Comoedia Togata [Titinius – Afranius]. fragments.
- L 249 QUINTILIEN. Institution oratoire. T. VII.
- L 250 PLINE L’ANCIEN. Histoire naturelle. Livre XXXVI.
- L 251 CORIPPE. Éloge de l’Empereur Justin II.
- L 252 AVIÉNUS. Les Phénomènes d’Aratos.
- L 253 SILIUS ITALICUS. La Guerre punique. T. II.
- L 254 Traité de Physiognomonie.
- L 255 ARNOBE. Contre les Gentils. T. I.
- L 256 FIRMICUS MATERNUS. L’Erreur des religions païennes.
- L 257 VELLEIUS PATERCULUS. Histoire romaine. T. II.
- L 258 VELLEIUS PATERCULUS. Histoire romaine. T. I.
- L 259 TITE-LIVE. Histoire romaine. T. XXVIII.
- L 260 SYMMAQUE. Lettres. T. II.
- L 261 CICÉRON. Correspondance. T. VIII.
- L 262 HYGIN. L’Astronomie.
- L 263 AURÉLIUS VICTOR (PSEUDO-). Les Origines du peuple romain.
- L 264 TITE-LIVE. Histoire romaine. T. XXVI.
- L 265 TITE-LIVE. Histoire romaine. T. XXVII.
- L 266 PLINE L’ANCIEN. Histoire naturelle. Livre XXXIII.
- L 267 TITE-LIVE. Abrégés des livres de l’Histoire romaine de Tite-Live. T. XXXIV, 2e partie.
- L 268 AMBROISE (SAINT). Les Devoirs. T. I.
- L 269 SILIUS ITALICUS. La Guerre punique. T. III.
- L 270 TITE-LIVE. Abrégés des livres de l’Histoire romaine de Tite-Live. T. XXXIV, 1re  partie.
- L 271 AMMIEN MARCELLIN. Histoires. T. V.
- L 272 PLINE L’ANCIEN. Histoire naturelle. Livre XXXV.
- L 273 VARRON. La Langue latine. T. II.
- L 274 VARRON. L’Économie rurale. T. II.
- L 275 DRACONTIUS. Œuvres. T. I.
- L 276 TITE-LIVE. Histoire romaine. T. XXX.
- L 277 CATON. Les Origines. Fragments.
- L 278 COLUMELLE. Les Arbres.
- L 279 VITRUVE. De l’architecture. Livre X.
- L 280 TITE-LIVE. Histoire romaine. T. VIII.
- L 281 TACITE. Histoires. T. I.
- L 282 TITE-LIVE. Histoire romaine. T. XI.
- L 283 POMPONIUS MELA. Chorographie.
- L 284 DRACONTIUS. Œuvres. T. II.
- L 285 COLUMELLE. De l’agriculture. Livre XII.
- L 286 CICÉRON. Correspondance. T. IX.
- L 287 Rhétorique à Herennius.
- L 288 AULU-GELLE. Les Nuits attiques. T. III.
- L 289 STACE. Thébaïde. T. I.
- L 290 VITRUVE. De l’architecture. Livre III.
- L 291 OROSE. Histoires (Contre les Païens). T. I.
- L 292 VITRUVE. De l’architecture. Livre I.
- L 293 CALPURNIUS SICULUS. Bucoliques.
- L 294 STACE. Thébaïde. T. II.
- L 295 TITE-LIVE. Histoire romaine. T. XVI.
- L 296 OROSE. Histoires (Contre les Païens). T. II.
- L 297 OROSE. Histoires (Contre les Païens). T. III.
- L 298 CICÉRON. Correspondance. T. X.
- L 299 CLAUDIEN. Œuvres. T. I.
- L 300 LUCILIUS. Satires. T. III.
- L 301 TITE-LIVE. Histoire romaine. T. XV.
- L 302 OVIDE. Les Fastes. T. I.
- L 303 TACITE. Histoires. T. III.
- L 304 FIRMICUS MATERNUS. Mathesis. T. I.
- L 305 Histoire Auguste. T. I, 1re partie.
- L 306 SILIUS ITALICUS. La Guerre punique. T. IV.
- L 307 VITRUVE. De l’architecture. Livre IV.
- L 308 L. AMPELIUS. Aide-mémoire (Liber memorialis).
- L 309 OVIDE. Les Fastes. T. II.
- L 310 SUÉTONE. Grammairiens et rhéteurs.
- L 311 Histoire Auguste. T. III, 1re partie.
- L 312 COLUMELLE. De l’agriculture. Livre III.
- L 313 CICÉRON. Correspondance. T. VI.
- L 314 TITE-LIVE. Histoire romaine. T. XXIX.
- L 315 FORTUNAT (VENANCE). Poèmes. T. I.
- L 316 FIRMICUS MATERNUS. Mathesis. T. II.
- L 317 TITE-LIVE. Histoire romaine. T. XIX.
- L 318 STACE. Thébaïde. T. III.
- L 319 QUEROLUS. Comédie latine anonyme.
- L 320 CICÉRON. De l’invention.
- L 321 FESTUS. Abrégé des hauts faits du peuple romain.
- L 322 ACCIUS. Œuvres. Fragments.
- L 323 DRACONTIUS. Œuvres. T. III.
- L 324 VALÈRE MAXIME. Faits et dits mémorables. T. I.
- L 325 SYMMAQUE. Lettres. T. III.
- L 326 CELSE. De la médecine. T. I.
- L 327 VITRUVE. De l’architecture. Livre VII.
- L 328 Premier Mythographe du Vatican.
- L 329 BOÈCE. Institution arithmétique.
- L 330 TITE-LIVE. Histoire romaine. T. XVIII.
- L 331 L’Annalistique romaine. T. I.
- L 332 SÉNÈQUE. Tragédies. T. I.
- L 333 AMMIEN MaRCELLIN. Histoires. T. III.
- L 334 CICéRON. Correspondance. T. XI.
- L 335 Histoire Auguste. T. V, 1re partie.
- L 336 FORTUNAT (VENANCE). Œuvres. T. IV.
- L 337 DRACONTIUS. Œuvres. T. IV.
- L 338 VARRON. Économie rurale. T. III.
- L 339 VALÈRE MAXIME. Faits et dits mémorables. T. II.
- L 340 VALÉRIUS FLACCUS. Argonautiques. T. I.
- L 341 FIRMICUS MATERNUS. Mathesis. T. III.
- L 342 Consolation à Livie. Élégies à Mécène. Bucoliques d’Einsiedeln.
- L 343 CÉSAR (PSEUDO-). Guerre d’Afrique.
- L 344 HYGIN. Fables.
- L 345 AULU-GELLE. Les Nuits attiques. T. IV.
- L 346 FORTUNAT (VENANCE). Poèmes. T. II.
- L 347 PLINE L’ANCIEN. Histoire naturelle. Livre III.
- L 348 TITE-LIVE. Histoire romaine. T. XVII.
- L 349 AMBROISE (SAINT). Les Devoirs. T. II.
- L 350 CÉSAR (PSEUDO-). Guerre d’Espagne.
- L 351 SÉNÈQUE. Tragédies. T. II.
- L 352  SÉNÈQUE (PSEUDO-). Tragédies. T. III.
- L 353 AURÉLIUS VICTOR (PSEUDO-). Abrégé des Césars.
- L 354 AMMIEN MARCELLIN. Histoires. T. VI.
- L 355 VITRUVE. De l’architecture. Livre II.
- L 356 EUTROPE. Abrégé d’histoire romaine.
- L 357 L’Annalistique romaine. T. II.
- L 358 CLAUDIEN. Œuvres. T. II, 1er partie - T. II, 2 e partie.
- L 359 Histoire Auguste. T. IV, 2e partie.
- L 360 MACROBE. Commentaire au songe de Scipion. T. I.
- L 361 TITE-LIVE. Histoire romaine. T. XIII.
- L 362 TITE-LIVE. Histoire romaine. T. XXIII.
- L 363 CÉTIUS FAVENTINUS. Abrégé d’architecture privée.
- L 364 COLUMELLE. De l’agriculture. Livre IX.
- L 365 Histoire Auguste. T. V, 2e partie.
- L 366 CASSIUS FÉLIX. De la médecine.
- L 367 GARGILIUS MARTIALIS. Les Remèdes tirés des légumes et des fruits.
- L 368 VICTOR DE VITA. Histoire de la persécution vandale en Afrique.
- L 369 VALÉRIUS FLACCUS. Argonautiques. T. II.
- L 370 SYMMAQUE. Lettres. T. IV
- L 371 TITE-LIVE. Histoire romaine. T. XXII.
- L 372 MARTIANUS CAPELLA. Les Noces de Philologie et de Mercure. T. VII.
- L 373 MACROBE. Commentaire au songe de Scipion. T. II.
- L 374 FORTUNAT (VENANCE). Poèmes. T. III.
- L 375 L’Annalistique romaine. T. III.
- L 376 TITE-LIVE. Histoire romaine. T. XXV.
- L 377 VITRUVE. De l’architecture. Livre VI.
- L 378 TITE-LIVE. Histoire romaine. T. XIV.
- L 379 SÉNÈQUE. De la clémence.
- L 380 Les arpenteurs romains. T. I.
- L 381  DOSITHÉE. Grammaire latine.
- L 382 PROPERCE. Élégies.
- L 383 ENNODE DE PAVIE. Lettres. T. I.
- L 384 CICÉRON. Discours. T. I, 2e  partie.
- L 385 ARNOBE. Contre les Gentils. T. III.
- L 386 Res gestae divi augusti. Hauts faits du divin Auguste.
- L 387 RUTILIUS NAMATIANUS. Sur son retour.
- L 388 MARTIANUS CAPELLA. Les Noces de Philologie et de Mercure. T. IV.
- L 389 MARTIANUS CAPELLA. Les Noces de Philologie et de Mercure. T. VI.
- L 390 PLINE L’ANCIEN. Histoire naturelle. Livre VI, 4e partie.
- L 391 PLINE LE JEUNE. Lettres. T. I.
- L 392 COMMODIEN. Instructions.
- L 393 VITRUVE. De l’architecture. Livre V.
- L 394 SYMMAQUE. Discours - Rapports. T. V .
- L 395 ENNODE DE PAVIE. Lettres. T. III.
- L 396 ARNOBE. Contre les Gentils. T. VI.
- L 397 Les arpenteurs romains. T. II.
- L 398 PALLADIUS. Traité d’agriculture. T. II.
- L 399 PLINE LE JEUNE. Lettres. T. II.
- L 400 Histoire Auguste. T. IV, 3e partie.
- L 401 MARTIANUS CAPELLA. Les Noces de Philologie et de Mercure. T. IX.
- L 402 Priapées
- L 403 SERVIUS. Commentaire sur l’Énéide de Virgile. Livre VI.
- L 404 PLINE LE JEUNE. Lettres. T. III.
- L 405 Abrégé de la grammaire de saint Augustin.
- L 406 Histoire Auguste. T. III, 2e partie.
- L 407 MARTIANUS CAPELLA. Les Noces de Philologie et de Mercure. T. I.
- L 408 Les arpenteurs romains. T. III.
- L 409 PLINE L’ANCIEN. Histoire naturelle. Livre IV.
- L 410 Les hommes illustres de la ville de Rome.
- L 411 AVIT DE VIENNE, Lettres